# 4220 Flood
4220 Flood је астероид главног астероидног појаса чија средња удаљеност од Сунца износи 2,805 астрономских јединица (АЈ).
Апсолутна магнитуда астероида је 13,3.